# Deontostoma arcticum
Deontostoma arcticum är en rundmaskart som först beskrevs av Ssaweljev 1912.  Deontostoma arcticum ingår i släktet Deontostoma och familjen Leptosomatidae. Arten är reproducerande i Sverige. Inga underarter finns listade i Catalogue of Life.